# Bright (film)
Bright è un film del 2017 diretto da David Ayer.
Il film, sceneggiato da Max Landis, ha come interpreti Will Smith (che torna nuovamente a collaborare con il regista dopo Suicide Squad), Joel Edgerton, Noomi Rapace, Lucy Fry, Édgar Ramírez, Margaret Cho e Ike Barinholtz, ed è stato distribuito sulla piattaforma di video on demand Netflix nel dicembre 2017.

## Trama
In una realtà alternativa in cui gli umani condividono la Terra con varie creature fantastiche, negli Stati Uniti le varie razze vivono secondo una rigida gerarchia; alcune, soprattutto umani ed elfi, rappresentano la cima della piramide e occupano posizioni di prestigio, mentre altre, a partire dagli orchi, sono invece ghettizzate e soggette a discriminazione.
Per tentare di porre un freno ai sentimenti xenofobi tra le varie razze, la LAPD decide di arruolare i primi poliziotti orchi, tra cui l'agente Nick Jakoby. A Nick viene affiancato l'agente Daryl Ward, un veterano della polizia di Los Angeles a pochi anni dalla pensione, e non immune come molti dei suoi colleghi ai pregiudizi razziali.
In particolare, Ward è ai ferri corti con Jakoby dopo che questi, secondo il parere diffuso, avrebbe favorito la fuga di un suo simile che aveva sparato al suo partner durante una rapina, un grave infortunio per il quale Ward è stato per un lungo periodo fuori servizio.
Una sera, poco prima di entrare in servizio, Ward viene avvicinato dagli affari interni, che gli offrono l'opportunità di disfarsi di Jakoby a condizione che lui riesca a fargli confessare di aver deliberatamente permesso all'orco della rapina di fuggire, circostanza grazie alla quale sarebbe possibile ottenere il suo licenziamento (cosa altrimenti impossibile, visto l'interesse della stampa per l'esperimento di integrazione). Lui decide di accettare per non essere licenziato, visto che ha bisogno dei soldi per mandare avanti la famiglia.
Quella stessa notte però, dopo essere stati chiamati in una zona degradata della città per dei disordini, i due agenti si ritrovano coinvolti in un conflitto a fuoco, e, avventuratisi all'interno dell'edificio da cui erano partiti i colpi, scoprono quello che ha tutta l'aria di essere un massacro compiuto da un Bright, gli unici esseri viventi capaci di fare uso della magia; come se non bastasse, mentre stanno ancora ispezionando la scena del crimine, Ward e Jakoby s'imbattono nella probabile arma del delitto, una bacchetta magica in mano all'unica superstite della strage, la giovane elfa Tikka.
Mentre Jakoby si prende cura di Tikka, Ward contatta alcuni dei suoi colleghi, che, accompagnati dal Sergente Ching, decidono di comune accordo di tenersi la bacchetta ed eliminare Jakoby (il quale è troppo onesto per farsi corrompere) per non lasciare testimoni. Ward, inizialmente riluttante, si lascia però convincere a entrare nel piano e affronta Jakoby intenzionato a eliminarlo, soprattutto per fargli pagare la faccenda della sparatoria. Jakoby, sotto il tiro della pistola di Ward, ammette a quel punto la verità, ovvero di aver perso il rapinatore tra la folla e aver lasciato andare un giovane orco preso per sbaglio per salvarlo dalla vendetta della polizia. Non convinto, Ward sembra ancora intenzionato a uccidere il partner, ma, quando si rende conto che i suoi colleghi sono pronti a eliminare anche lui per non dover spartire la bacchetta, li uccide tutti con la pistola d'ordinanza.
Mentre stanno ancora cercando di capire come venire fuori da tutta quella situazione, Daryl, Nick e Tikka vengono raggiunti da Poison, leader paralitico della gang di latinos che controlla il quartiere, che inizia a dar loro la caccia per mettere a sua volta le mani sulla bacchetta e usarla per poter tornare a camminare. Ne nasce una lunga fuga attraverso i bassifondi di Los Angeles, fino a che i tre fuggitivi non si ritrovano messi all'angolo all'interno di uno strip club; all'ultimo momento, però, Poison e la sua banda vengono massacrati da un trio di elfi oscuri guidati dalla proprietaria della bacchetta, Leilah, intenzionata a riprendersela. In qualche modo Daryl e gli altri riescono a scappare, solo per venire velocemente ricatturati, stavolta da una gang di orchi Fogteeth, e, al loro rifiuto di consegnare la bacchetta, Nick, accusato di essere un traditore della propria razza, viene giustiziato, nonostante si fosse venuto a sapere che il ragazzo da lui salvato poco tempo prima, era il figlio del boss. Tikka, però, usa la magia per riportarlo in vita, e a quel punto gli orchi sono costretti a lasciarli andare, in quanto l'evento li ha spinti a credere che Nick sia la reincarnazione del leggendario orco Jirak.
Tikka a quel punto rivela la verità: Leilah è sua sorella, nonché membro di una stirpe di elfi oscuri nota come gli Inferni, il cui scopo è usare tre bacchette magiche per tentare di riportare in vita il Signore Oscuro, un antico mago elfico decaduto che duemila anni prima tentò di conquistare il mondo (e per il quale gli orchi parteggiarono nel conflitto che ne seguì, evento che è all'origine della loro attuale segregazione). Inizialmente seguace della sorella, Tikka aveva però deciso infine di tradire gli Inferni ed era scappata cercando la protezione dello Scudo di Luce, un'altra setta segreta che invece tenta di impedire il ritorno del Signore Oscuro. Ma Leilah mandò un'assassina, armata di una delle tre bacchette necessarie per il rituale, a uccidere Tikka; l'assassina uccise tutti, ma nella lotta Tikka recuperò la bacchetta usandola contro di lei, finché non sono arrivati i due agenti. L'uso della magia che Tikka ha usato per riportare Nick in vita, però, l'ha lasciata fortemente debilitata, così i due agenti la riportano nel luogo del loro primo incontro, dove si trova una fonte magica in grado di guarirla.
Ancora una volta, però, i tre vengono raggiunti da Leilah e dai suoi due alleati, che interrompono il rituale di purificazione lasciando Tikka in fin di vita. I due seguaci di Leilah vengono uccisi da Nick dopo un violento corpo a corpo, ma, quando l'elfa decaduta riesce infine a riprendersi la bacchetta, i due agenti vengono facilmente sopraffatti. All'ultimo momento però, Daryl riesce a rimpossessarsi del manufatto scoprendo di essere egli stesso un Bright, e, prima che Leilah possa infliggere il colpo di grazia a Tikka, l'agente la incenerisce. L'incantesimo però produce un incendio che devasta in pochi istanti l'edificio, e, anche se Nick riesce a portare in salvo uno stremato Daryl, Tikka apparentemente rimane uccisa.
Passata la crisi, la bacchetta viene presa in consegna dagli agenti dell'Ufficio per gli Affari Magici agli ordini di Kandomere, un elfo che da anni tenta di smantellare Inferni e che, dopo aver parlato con Daryl e Nick, decide di far passare l'intera vicenda sotto silenzio insabbiando il caso. Daryl e Nick (ma anche il sergente Ching e gli altri agenti corrotti) vengono quindi acclamati come degli eroi (con Nick che inoltre viene finalmente accettato di nuovo dai membri della sua razza), e durante la cerimonia di consegna delle medaglie i due agenti notano Tikka mascherata tra la folla, con la quale si scambiano un sorriso compiaciuto.

## Personaggi
- Agente Daryl Ward, interpretato da Will Smith: Agente veterano dell'LAPD, a cui mancano 5 anni per andare in pensione, pessimista e disilluso. Inizialmente razzista e xenofobo nei confronti degli orchi come tutti i suoi colleghi, dai quali tuttavia è a sua volta malvisto, dopo essersi visto assegnare Jackoby come partner tenta in ogni modo di farsi riassegnare per non dover più lavorare con lui. Consapevole della corruzione dilagante nel suo distretto non la disdegna a sua volta, così come non si fa problemi a ricorrere a intimidazioni o minacce per tenere pulite le strade.
- Agente Nick Jackoby, interpretato da Joel Edgerton: Primo poliziotto orco dell'LAPD, arruolato dai vertici della città principalmente per mettere a tacere le voci che accusano la polizia di razzismo xenofobo nei confronti delle specie reputate inferiori. È un senza-zanne, ovvero è privo dei canini sporgenti che contraddistinguono la sua specie, tratto che per gli orchi costituisce un marchio d'infamia e che di conseguenza ha portato lui e la sua famiglia ad essere emarginati dalla comunità orchesca. Dedito al dovere, idealista e incorruttibile, è consapevole del disprezzo di cui gode tra i suoi colleghi, ma ciò nonostante antepone il distintivo a qualunque altra cosa. Molto informato sulla magia e sul funzionamento delle bacchette magiche, parla discretamente l'elfico.
- Tikka, interpretata da Lucy Fry: Giovane elfa un tempo appartenente agli Inferni, una millenaria setta oscura formata dai discendenti di coloro che nel III millennio a.C. si schierarono al fianco del Signore Oscuro durante la Guerra delle Nove Razze. Una volta compreso il fanatismo della sorella maggiore Leilah e la potenziale apocalisse che deriverebbe dal loro tentativo di riportare in vita il Signore Oscuro, abbandona l'organizzazione cercando la protezione dei rivali storici degli Inferni, la setta degli Scudo di Luce. Leilah invia quindi una delle sue seguaci a riprenderla e a sterminare i suoi protettori, ma nello scontro che ne segue Tikka riesce ad impossessarsi della bacchetta magica affidata all'assassina, decidendo di portarla via allo scopo di far naufragare definitivamente i piani degli Inferni. La sua natura di Bright la rende indispensabile al fine di compiere il rituale per risvegliare il Signore Oscuro.
- Leilah, interpretata da Noomi Rapace: Potente maga elfica e figura di spicco della setta degli Inferni. Il suo scopo è portare a termine il rituale che consentirà alla setta di riportare in vita il Signore Oscuro, rituale che richiede l'opera congiunta di tre Bright e altrettante bacchette magiche. Dopo la fuga di Tikka e il furto di una delle bacchette magiche in possesso dell'organizzazione si mette alla ricerca della sorella assieme ad una coppia di assassini suoi simili, dando loro una caccia spietata per i bassifondi di Los Angeles.
- Kandomere, interpretato da Édgar Ramírez: Elfo membro della Magical Special Force, la divisione speciale dell'FBI che si occupa di indagare e perseguire i crimini legati alla magia. Ha fatto della guerra agli Inferni la propria ragione di vita, e per riuscire a smantellare l'organizzazione è disposto a compiere qualsiasi azione, anche le più discutibili. Come la maggior parte degli elfi ha una visione piuttosto elitaria della propria razza, e considera gli elfi che hanno scelto di seguire il Signore Oscuro dei traditori.

## Produzione

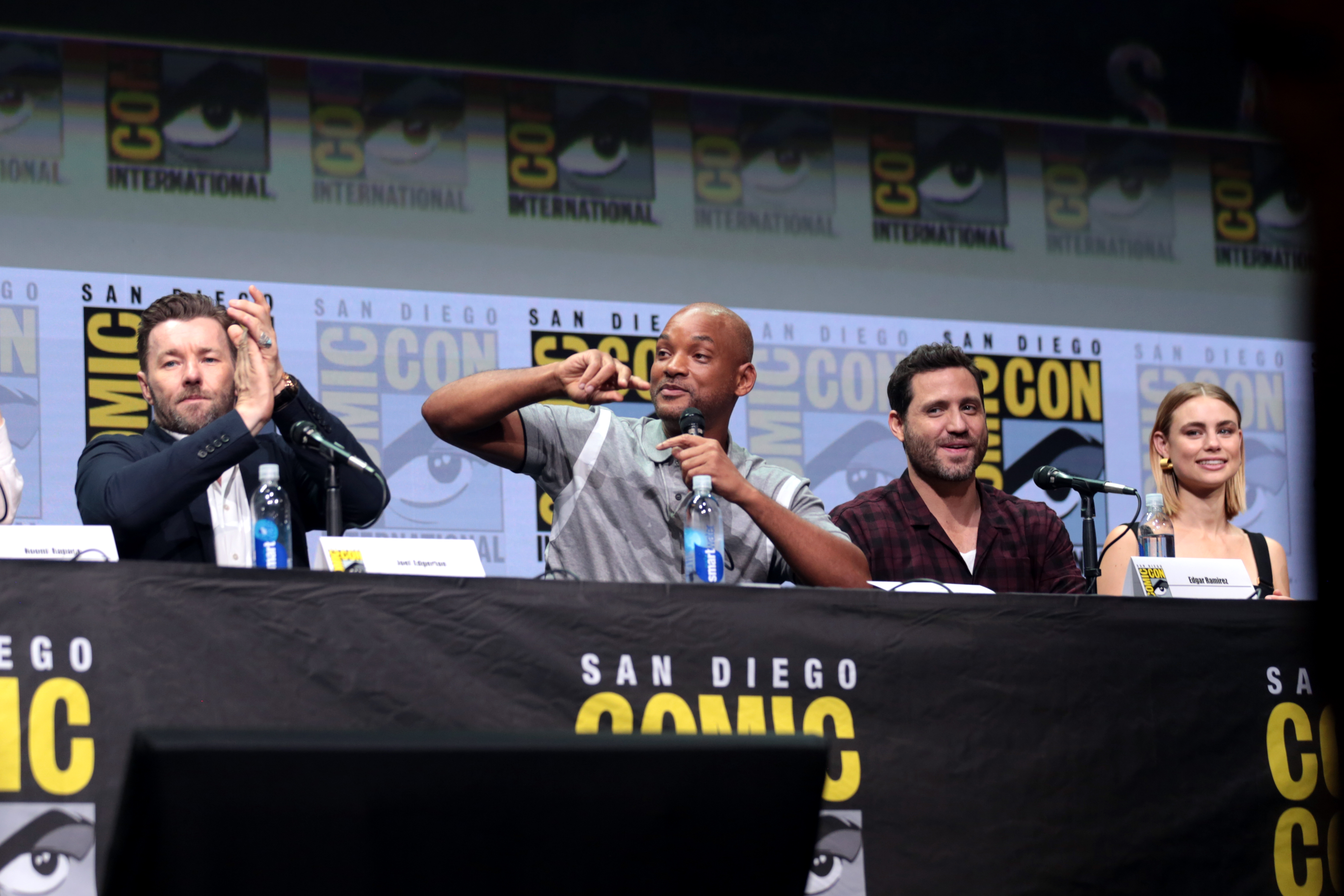
Il cast alla presentazione del film al San Diego Comic-Con International luglio 2017

Il film venne annunciato nel marzo 2016, quando venne riportato che David Ayer avrebbe diretto il film da una sceneggiatura di Max Landis e che Will Smith e Joel Edgerton sarebbero stati i protagonisti. Il film venne descritto come un "thriller poliziesco con elementi fantastici". Nello stesso mese venne annunciato che Netflix avrebbe distribuito il film. Nel maggio 2016 Noomi Rapace entrò in trattative per partecipare al film. Nell'ottobre 2016 si unirono al cast Lucy Fry, Andrea Navedo, e Brad William Henke. Nel novembre 2016 entrano nel cast Kenneth Choi, Dawn Olivieri, Édgar Ramírez, Alex Meraz, Matt Gerald, Ike Barinholtz, e Enrique Murciano.

### Riprese
Le riprese del film cominciarono nell'autunno 2016 a Los Angeles e terminarono nel febbraio 2017.

## Colonna sonora
La colonna sonora principale della pellicola è "World Gone Mad", della band britannica Bastille.

## Distribuzione

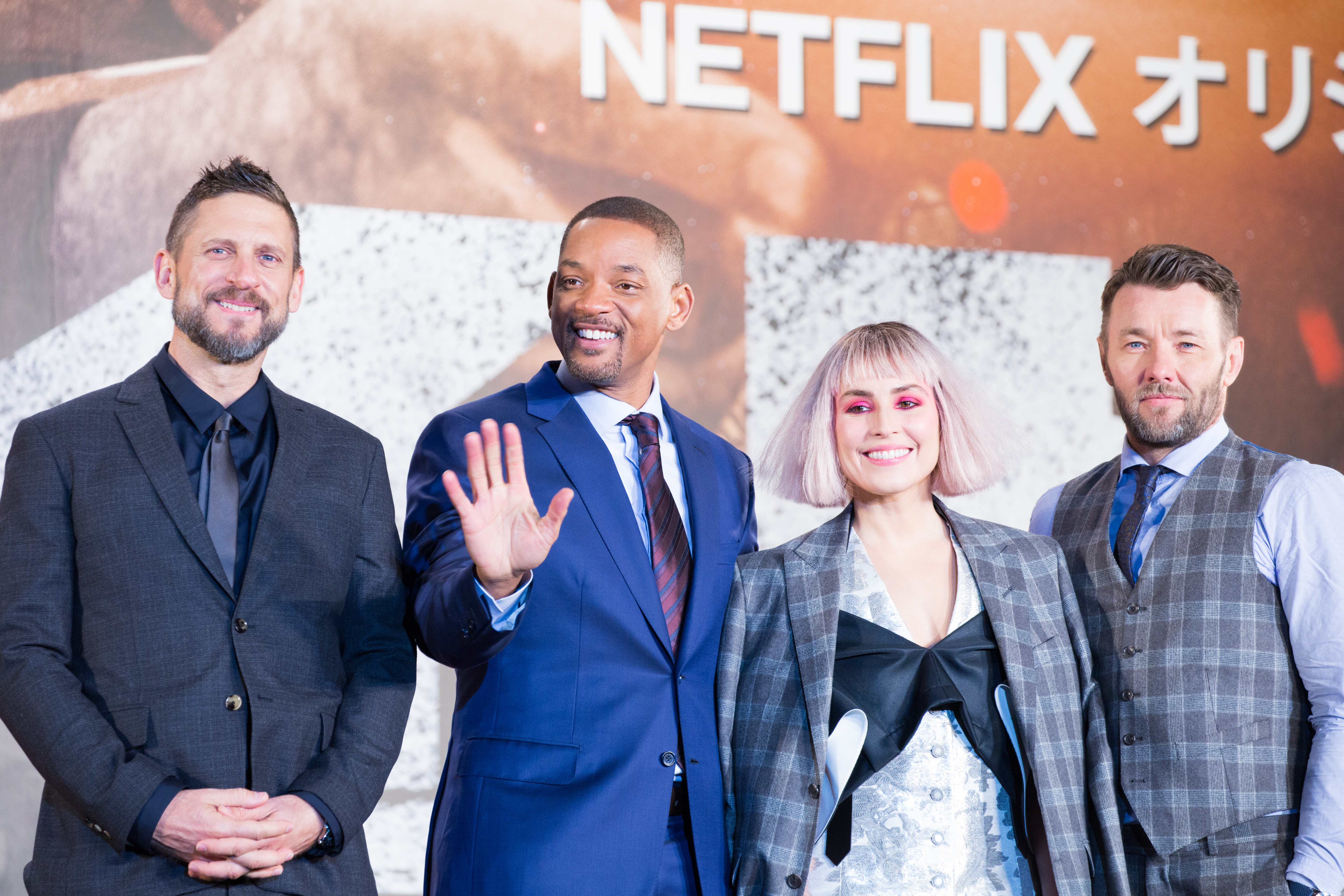
David Ayer, Will Smith, Noomi Rapace e Joel Edgerton

Il film è stato distribuito da Netflix dal 22 dicembre 2017 in tutti i paesi in cui il servizio è disponibile.

## Sequel
Il 20 dicembre del 2017, a due giorni dall'uscita del film, viene annunciato che Netflix ha già commissionato alla Overbrook Entertainment la produzione di un sequel, che vedrà ancora Will Smith nel ruolo di protagonista.
Il 3 gennaio 2018 vengono confermati sia Will Smith che Joel Edgerton come protagonisti sia David Ayer come produttore/regista, e che si occuperà anche della sceneggiatura.
L'8 maggio 2018 Hollywood Reporter riporta la notizia che, a seguito di divergenze con il regista, lo sceneggiatore Max Landis ha lasciato il progetto; al suo posto è stato ingaggiato Evan Spiliotopoulos, reduce dal successo de La bella e la bestia. Inoltre, è stata rivelata l'intenzione, da parte sia di David Ayer che della stessa Netflix, di trasformare il mondo di Bright in un franchise in cui ambientare altre produzioni televisive.
Nell'agosto 2018 Netflix annuncia di aver iniziato la preproduzione del sequel, le cui riprese inizieranno nella primavera del 2019 in Germania.
Il 12 ottobre 2021 esce su Netflix il film spin-off Bright: Samurai Soul.
Ad aprile del 2022 Netflix comunica di aver cancellato il sequel del film senza specificare le reali motivazioni, ma escludendo che questo sia legato allo schiaffo dato da Will Smith a Chris Rock durante la notte degli Oscar.